# آلپاکا
آلپاکا (انگلیسی: Alpaca) (نام علمی: Vicugna pacos) گونه‌ای لاما است که در آمریکای جنوبی زندگی می‌کند.
مانند لامای معمولی اهلی است ولی برعکس لاما که گوشی موزمانند دارد گوش‌های آلپاکا صاف است. پشم آلپاکا از پشم لاما نرم‌تر است. بهای مرغوب‌ترین پشم آلپاکا نزدیک به بهای کرک کشمیر معمولی است.
گله‌های آلپاکا برای چرا در بلندی‌های ۳۵۰۰ متر به بالا در کوهستان آند در اکوادور و جنوب پرو، شمال بولیوی و شمال شیلی نگهداری می‌شود.
آلپاکاها از لاما کوچک‌ترند و از آن‌ها برای بارکشی استفاده نمی‌کنند بلکه تنها از الیاف آن‌ها استفاده می‌شود.
از الیاف آلپاکا برای تهیه بافتنی‌هایی همچون پتو، جوراب، کلاه، دستکش، روسری و پونچو بهره می‌گیرند.
الیاف آلپاکا در پرو در ۵۲ رنگ طبیعی، در استرالیا در ۱۲ رنگ طبیعی و در ایالات متحده در ۱۶ رنگ طبیعی طبقه‌بندی شده‌اند.
در صنعت نساجی واژهٔ آلپاکا بیشتر به یک روش پارچه‌بافی گفته می‌شود که در اصل در آن روش در آغاز از پشم آلپاکا استفاده می‌شد. امروزه در آن روش بیشتر از پشم‌های بز مَرغُز موسوم به موهر بهره می‌گیرند.

## نگارخانه

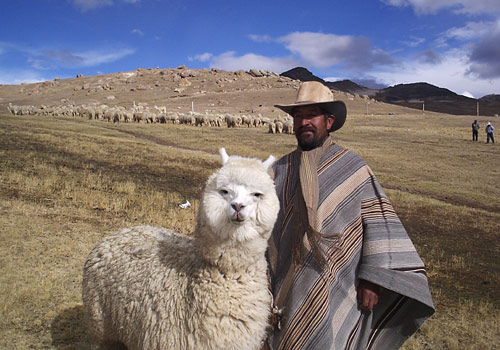
یک مرد بولیویایی به همراه آلپاکا
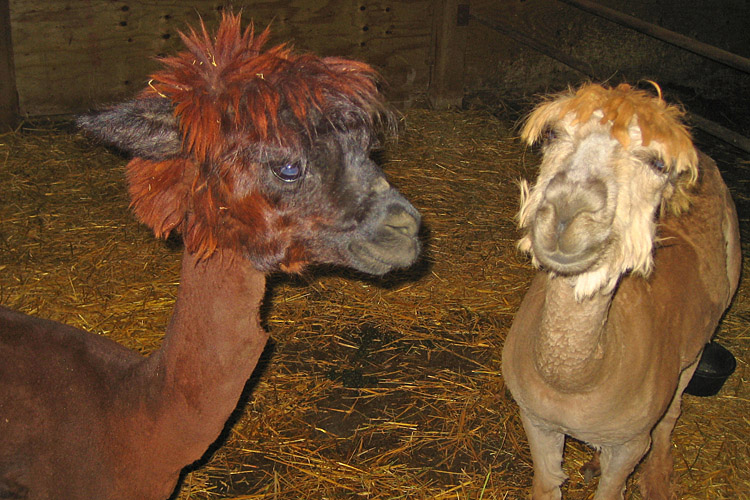
آلپاکاهای شورن
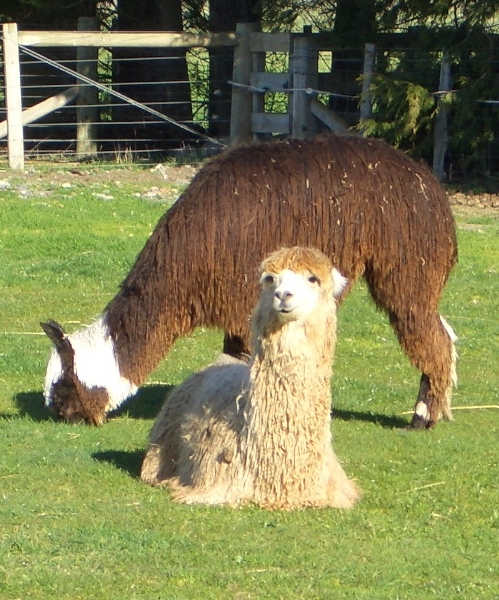
آلپاکاهای سوری
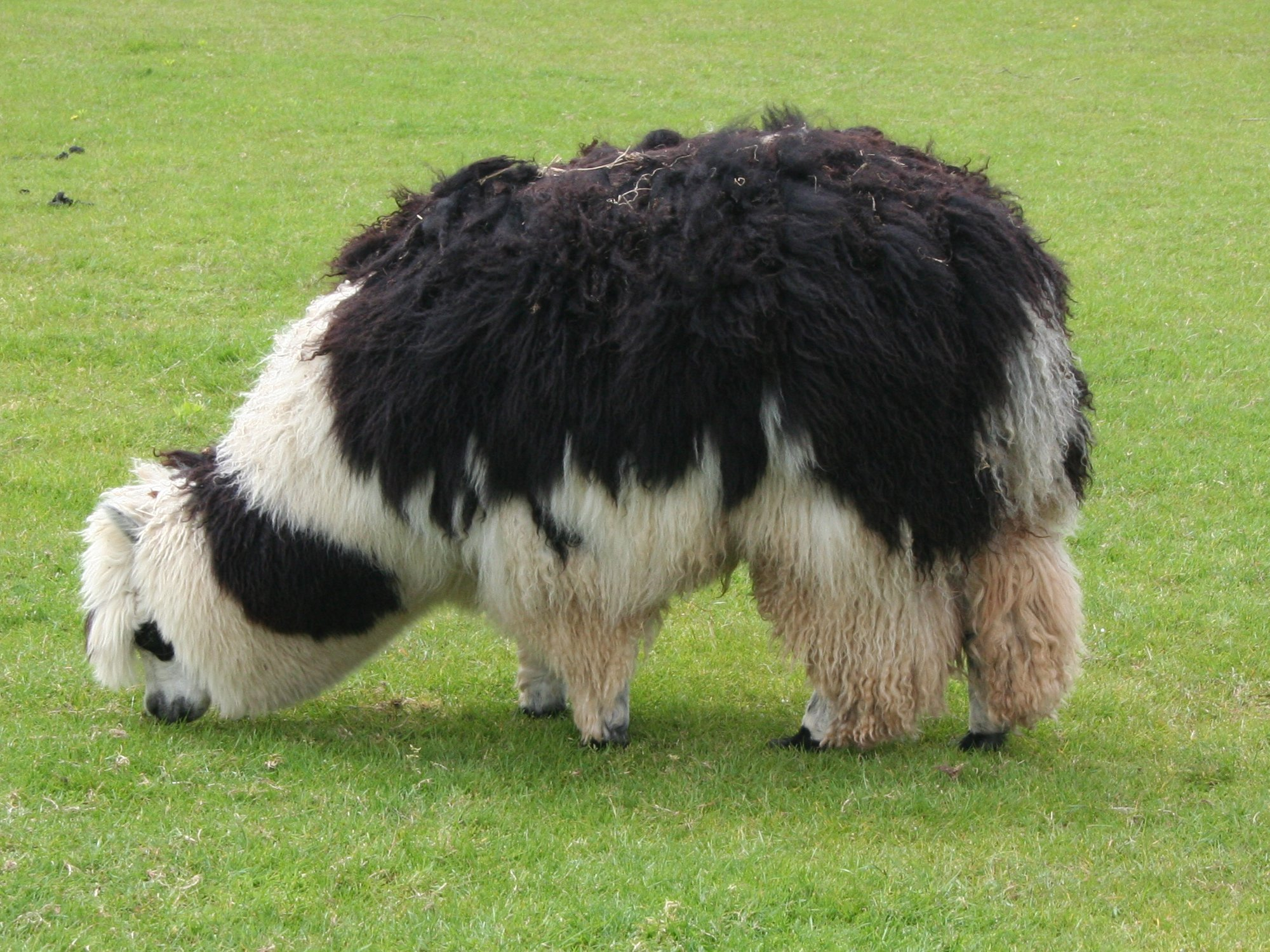
یک آلپاکا با پشم تراشیده نشده